# Joe Riley
Joe Riley (Blackpool, Inglaterra; 6 de diciembre de 1996) es un futbolista inglés. Juega como defensa y su equipo actual es el Walsall de la EFL League Two de Inglaterra.

## Trayectoria
Nacido en Blackpool, Lancashire, Riley se unió al Manchester United como mediocampista antes de ser convertido en un lateral izquierdo para el equipo Sub-21.
El 18 de febrero de 2016 fue incluido en la escuadra del primer equipo, siendo suplente pero no fue utilizado ya que su equipo perdió por 2-1 ante el club danés Midtjylland en los dieciseisavos de final de la UEFA Europa League. Hizo su debut cuatro días más tarde, cuando entró como cambio en entretiempo por Cameron Borthwick-Jackson contra el Shrewsbury Town en la quinta ronda de la FA Cup 2015-16, una victoria por 3-0 en New Meadow. El 25 de febrero de 2016, debido a la lesión en el hombro de Chris Smalling, Riley hizo su primera salida como titular en una victoria por 5-1 en casa contra el Midtjylland en la UEFA Europa League.
El 17 de enero de 2017, Riley se unió al club de la League One, el Sheffield United en préstamo hasta el final de la temporada 2016-17.

## Estadísticas

### Clubes
Actualizado al 15 de febrero de 2017.
| Club | Div.          | Temporada     | Liga  | Liga  | Liga   | Copas nacionales(1) | Copas nacionales(1) | Copas nacionales(1) | Torneos internacionales(2) | Torneos internacionales(2) | Torneos internacionales(2) | Total | Total | Total  |
| Club | Div.          | Temporada     | Part. | Goles | Asist. | Part.               | Goles               | Asist.              | Part.                      | Goles                      | Asist.                     | Part. | Goles | Asist. |
| --- | ------------- | ------------- | ----- | ----- | ------ | ------------------- | ------------------- | ------------------- | -------------------------- | -------------------------- | -------------------------- | ----- | ----- | ------ |
| Manchester United Inglaterra | 1.ª           | 2015/16       | 0     | 0     | 0      | 1                   | 0                   | 0                   | 1                          | 0                          | 0                          | 2     | 0     | 0      |
| Manchester United Inglaterra | 1.ª           | 2016/17       | 0     | 0     | 0      | 0                   | 0                   | 0                   | 0                          | 0                          | 0                          | 0     | 0     | 0      |
| Manchester United Inglaterra | Total club    | Total club    | 0     | 0     | 0      | 1                   | 0                   | 0                   | 1                          | 0                          | 0                          | 2     | 0     | 0      |
| Sheffield United Inglaterra | 3.ª           | 2016/17       | 2     | 0     | 0      | 0                   | 0                   | 0                   | 0                          | 0                          | 0                          | 2     | 0     | 0      |
| Total carrera | Total carrera | Total carrera | 2     | 0     | 0      | 1                   | 0                   | 0                   | 1                          | 0                          | 0                          | 4     | 0     | 0      |
| (1)Incluidos los datos de la FA Cup (2015-16), la Community Shield (2016) y la Copa de la Liga de Inglaterra (2016-17) (2)Incluidos los datos de la Europa League (2015-16, 2016-17) |               |               |       |       |        |                     |                     |                     |                            |                            |                            |       |       |        |

## Palmarés

### Títulos nacionales
| Competición | Club                   | País       | Año  |
| ----------- | ---------------------- | ---------- | ---- |
| FA Cup      | Manchester United F.C. | Inglaterra | 2016 |